# Cudalbi
Cudalbi è un comune della Romania di 7 966 abitanti, ubicato nel distretto di Galați, nella regione storica della Moldavia.